# Spider-Man: Homecoming
Série l'univers cinématographique Marvel
Les Gardiens de la Galaxie Vol. 2
(2017) Thor: Ragnarok
(2017)
Série Spider-Man (2017)
Spider-Man: Far From Home
(2019)
Pour plus de détails, voir Fiche technique et Distribution.
Spider-Man: Homecoming, ou Spider-Man : Les Retrouvailles au Québec, est un film de super-héros américain réalisé par Jon Watts, sorti en 2017.
C'est le seizième film de l'univers cinématographique Marvel et le quatrième de la phase trois.
À la suite de sa participation à l'affrontement entre Iron Man et Captain America, Peter Parker, un jeune lycéen fréquentant le lycée de Midtown, continue à se servir de ses pouvoirs sous le masque de Spider-Man pour lutter contre la criminalité qui ronge la ville de New York, tout en essayant de trouver un équilibre entre sa vie de lycéen, son amour secret pour Liz, son ami Ned Leeds, et sa carrière de super-héros masqué. Mais avec la venue d'un nouveau super-vilain nommé le Vautour équipé d'un exosquelette créé à partir de technologie Chitauri (récupérée après la bataille de New York), Peter doit faire ses preuves en affrontant ce dernier pour prouver à Tony Stark qu'il peut être un atout pour l'équipe des Avengers.

## Synopsis
Quelques jours après l'invasion avortée des Chitauris, Adrian Toomes, chef d'une équipe de déblayage, a passé un gros contrat avec la ville de New York pour récupérer tous les matériels aliens et exotiques. Cependant, alors que lui et ses associés commencent à déblayer la gare de Grand Central Terminal, ils apprennent que toutes les opérations de nettoyage des zones des combats sont à présent sous la juridiction du Damage Control, le bureau de gestion des crises (issu d'une collaboration entre Stark Industries et le gouvernement fédéral des États-Unis). Fou de rage, du fait qu'il a dépensé toute une fortune pour le matériel et les employés, Toomes décide de garder, avec ses associés, ce qu'il a pu récupérer des équipements Chitauris. Quatre ans plus tard, il s'est construit un exosquelette volant à partir de matériel extraterrestre que lui et ses associés transforment en armes pour les vendre au marché noir.
Deux mois après la rupture interne des Avengers et leur confrontation sur l'aéroport de Leipzig/Halle, Peter Parker reprend ses études. Tony Stark lui a dit qu'il n'était pas encore prêt à devenir un Avenger, mais lui laisse le costume amélioré qu'il lui a conçu. Malgré les objections de sa tante May, Peter quitte l'équipe de décathlon de son école afin de consacrer plus de temps à son stage chez Stark Industries, en réalité une couverture pour ses activités de lutte contre le crime en tant que Spider-Man.
Une nuit, après avoir empêché des malfrats équipés d'armes sophistiquées de voler un guichet automatique, Peter retourne dans sa chambre chez May dans le Queens où son meilleur ami, Ned Leeds, découvre son identité secrète. Une autre nuit, Peter rencontre les associés de Toomes, Hermann Schultz et Jackson Brice vendant des armes issues des technologies Chitauris à un gangster du quartier, Aaron Davis. Quand il tente d'intervenir, Peter est à deux doigts de perdre la vie aux mains de Toomes, mais heureusement, il est sauvé par Stark. Toomes tue plus tard Brice pour avoir mis en péril l'opération. Peter, ayant récupéré une des armes dans l'opération, travaille avec Ned sur une partie qui semble être la source de son énergie. Un traceur conduit Schultz au lycée de Midtown, mais Peter et Ned parviennent à lui échapper. Après avoir à son tour caché un traceur sur Schultz et appris qu'il mène au Maryland, Peter rejoint l'équipe de décathlon et les accompagne à Washington, D.C. pour les championnats nationaux.
Travaillant avec Ned, Peter désactive le traqueur implanté dans son costume de Spider-Man et déverrouille toutes ses fonctionnalités avancées. Il tente plus tard d'empêcher Toomes de voler des armes dans un camion du Damage Control, mais finit par être maîtrisé et pris au piège à l'intérieur du camion, lui faisant manquer les championnats nationaux. Quand il découvre que la source d'énergie Chitauri est instable, Peter rejoint (sous son costume) l'équipe au Washington Monument, arrivant juste au moment où le noyau explose et les piège dans un ascenseur. Évitant les autorités locales, Peter parvient à les sauver avant que l'ascenseur s'effondre.
De retour à New York, Peter persuade Davis de révéler où se trouve Toomes. Confrontant Toomes et ses associés sur un ferry à Staten Island, Peter capture le nouvel acheteur du groupe, Mac Gargan, tandis que Toomes s'échappe après qu'une arme défectueuse a déchiré le ferry en deux. Stark arrive à temps pour aider Peter à sauver les passagers avant de le critiquer pour son insouciance et décide de reprendre son costume. À Midtown, alors qu'il va chercher Liz pour l'accompagner au bal de fin d'année, Peter apprend qu'elle est la fille de Toomes. Déduisant en route l'identité secrète de Peter, Toomes le menace de représailles s'il continue d'interférer dans ses plans. Pendant la soirée, Peter se rend compte que Toomes envisage de détourner l'avion-cargo Stark transportant des armes de la tour des Avengers vers le nouveau quartier général de l'équipe dans le nord de l'État de New York. Après avoir quitté la piste de danse et enfilé son ancien costume de Spider-Man, Peter est pris en embuscade par Schultz avant d'être sauvé par Ned. Peter confronte alors Toomes dans son repaire, et celui-ci tente de le ramener à ses côtés. Quand Peter refuse, Toomes détruit les poutres de soutien du bâtiment et le laisse pour mort.
Parvenant à s'échapper, Peter intercepte Toomes à bord de l'avion alors qu'il s'apprêtait à voler des armes avancées. Les deux se livrent à une confrontation et l'avion se retrouve endommagé et descend vers la ville. Peter le dirige de justesse vers la plage près de Coney Island où il s'écrase sans faire de victimes. Toomes affronte ensuite Peter, mais alors qu'il voulait s'enfuir avec une caisse remplie d'armes, son exosquelette, endommagé, explose. Peter parvient à sauver la vie de Toomes et le remet aux autorités.
Le lendemain, Peter apprend que Liz, bouleversée en apprenant que son père était un criminel, quitte l'État avec sa mère. Happy Hogan lui envoie un message au cours d'une réunion du décathlon pour lui dire de le rejoindre. Il le remercie pour avoir sauvé la cargaison de l'avion et lui dit que Stark voudrait lui parler. Dans le nouveau quartier général des Avengers, Stark propose à Peter un nouveau costume (l'Iron Spider), et l'invite à rejoindre l'équipe mais Peter décide de décliner l'offre. A ce moment-là, Tony demande sa main à Pepper Potts en public. De retour chez lui, Peter découvre que Stark lui a rendu son costume amélioré et l’enfile juste au moment où May entre dans sa chambre, découvrant ainsi l'identité secrète de Peter.

### Scène inter-générique
En prison, Toomes retrouve Mac Gargan. Gargan se propose d'envoyer ses hommes tuer Spider-Man et demande s'il connait son identité. Toomes préfère garder le secret de Peter.

### Scène post-générique
Captain America dans une vidéo éducative parodique vante les bienfaits de la patience et félicite le spectateur d'être resté jusqu'au bout du générique, avant de sortir de son personnage et de demander à l'équipe hors champ combien de vidéos il doit encore tourner.

## Fiche technique
Sauf indication contraire, les informations mentionnées dans cette section peuvent être confirmées par les bases de données cinématographiques IMDb et Allociné,  présentes dans la section « Liens externes ».
- Titre original : Spider-Man: Homecoming
- Titre français : Spider-Man : Homecoming
- Titre québécois : Spider-Man : Les Retrouvailles[1]
- Réalisateur : Jon Watts
- Scénario : Jonathan Goldstein, John Francis Daley, Jon Watts, Chris McKenna, Erik Sommers et Christopher Ford, 
  - d'après une histoire écrite par Jonathan Goldstein et John Francis Daley,
  - d'après les personnages de Marvel Comics créés par Stan Lee et Steve Ditko,
  - d'après le personnage Captain America créé par Joe Simon et Jack Kirby
- Musique : Michael Giacchino
- Direction artistique : Brad Ricker, Lauren Abiouness, Audra Avery, Luke Freeborn, Beat Frutiger et Drew Monahan
- Décors : Oliver Scholl
- Costumes : Louise Frogley
- Photographie : Salvatore Totino
- Son : Jeremy B. Davis, Tony Lamberti, Kevin O'Connell
- Montage : Dan Lebental et Debbie Berman (en)
- Production : Kevin Feige et Amy Pascal
  - Production déléguée : Avi Arad, Stan Lee, Victoria Alonso, Louis D'Esposito (en), Jeremy Latcham, Matt Tolmach (en) et Patricia Whitcher
  - Coproduction : Mitchell Bell, Eric Hauserman Carroll, Rachel O'Connor
- Sociétés de production[2] : Marvel Studios, Pascal Pictures, Arad Productions, Matt Tolmach Productions et LStar Capital, présenté par Columbia Pictures
- Sociétés de distribution : Sony Pictures Entertainment (États-Unis), Sony Pictures Releasing France (France), Sony Pictures Releasing Canada (Canada),
- Budget : 175 millions de $[3]
- Pays de production :  États-Unis
- Langue originale : anglais, espagnol
- Format[4] : couleur (ACES) (DeLuxe) - D-Cinema - 2,39:1 (Cinémascope) - son Dolby Atmos | Auro 11.1 | 12-Track Digital Sound | IMAX 6-Track | Sonics-DDP | SDDS | DTS (DTS: X)
- Genre : action, aventures, science-fiction, super-héros
- Durée : 133 minutes
- Dates de sortie[5] :
  - États-Unis : 28 juin 2017 (première mondiale à Los Angeles)[6] ; 7 juillet 2017 (sortie nationale)
  - Québec : 7 juillet 2017[1]
  - France, Suisse romande : 12 juillet 2017[7],[8]
  - Belgique : 19 juillet 2017[9]
- Classification[10] :
  - États-Unis : accord parental recommandé, film déconseillé aux moins de 13 ans (PG-13 - Parents Strongly Cautioned)[Note 4]
  - France : tous publics[11]
  - Belgique : tous publics (Alle Leeftijden)[9]
  - Suisse romande : interdit aux moins de 12 ans[12]
  - Québec : tous publics - déconseillé aux jeunes enfants (G - General Rating)[1]

## Distribution
- Tom Holland (VF : Hugo Brunswick ; VQ : Alexandre Bacon) : Peter Parker / Spider-Man
- Michael Keaton (VF : Bernard Lanneau ; VQ : Daniel Picard) : Adrian Toomes / le Vautour
- Robert Downey Jr. (VF et VQ : Bernard Gabay) : Tony Stark / Iron Man
- Marisa Tomei (VF : Stéphanie Lafforgue ; VQ : Éveline Gélinas) : May Parker
- Jon Favreau (VF : Yann Guillemot ; VQ : Thiéry Dubé) : Harold « Happy » Hogan (en)
- Jacob Batalon (VF : Pascal Nowak ; VQ : Nicolas Poulin) : Ned Leeds
- Zendaya (VF : Victoria Grosbois ; VQ : Célia Gouin-Arsenault) : Michelle « MJ » Jones (en)
- Laura Harrier (VF : Manon Azem ; VQ : Geneviève Bédard) : Liz Toomes
- Donald Glover (VF : Diouc Koma ; VQ : Iannicko N'Doua) : Aaron Davis
- Bokeem Woodbine (VF : Frantz Confiac ; VQ : Fayolle Jean Jr.) : Hermann Schultz / le Shocker
- Tony Revolori (VF : Gabriel Bismuth-Bienaimé ; VQ : Charles Sirard Blouin) : Flash Thompson
- Tyne Daly (VF : Josiane Pinson ; VQ : Johanne Léveillé) : Anne Marie Hoag
- Chris Evans (VF : Alexandre Gillet ; VQ : Alexandre Fortin) : Steve Rogers / Captain America
- Gwyneth Paltrow (VF : Barbara Kelsch ; VQ : Mélanie Laberge) : Pepper Potts
- Michael Chernus (VF : Christophe Desmottes ; VQ : Olivier Visentin) : Phineas Mason / le Bricoleur
- Angourie Rice (VF : Jennifer Fauveau ; VQ : Ludivine Reding) : Betty Brant
- Michael Barbieri (en) (VF : Benjamin Bollen ; VQ : Nicolas DePassillé Scott) : Charles Murphy
- Abraham Attah : Abraham Brown
- Kenneth Choi (VF : Marc Perez ; VQ : Claude Gagnon) : le proviseur Morita
- Hannibal Buress (VF : Sidney Kotto ; VQ : Martin Desgagné) : le coach Andre Wilson
- Selenis Leyva : Mme Warren
- Martin Starr (VF : Stéphane Fourreau ; VQ : Renaud Paradis) : Roger Harrington
- Isabella Amara (en) : Sally Avril
- Jorge Lendeborg Jr. : Jason Ionello
- Tiffany Espensen : Cindy Moon
- Logan Marshall-Green (VF : Serge Faliu ; VQ : Adrien Bletton) : Jackson Brice / le premier Shocker
- Jennifer Connelly (VF : Mélodie Orru ; VQ : Marie-Ève Sansfaçon) : Karen (voix)
- Kerry Condon (VF : Anne Dolan ; VQ : Anne-Marie Levasseur) : FRIDAY (voix)
- Michael Mando (VF : Eilias Changuel ; VQ : Stéphane Brulotte) : Mac Gargan
- Garcelle Beauvais (VF : Annie Milon ; VQ : Isabelle Leyrolles) : Doris Toomes
- Stan Lee (VF : Jean-Luc Atlan ; VQ : Jean-Jacques Lamothe) : Gary, l'un des habitants criant contre Spider-Man (caméo)
- Josie Totah : Seymour O'Reilly, un ami de Liz
- Zach Cherry : Klev
- Scarlett Johansson : Natasha Romanoff / Black Widow (vidéo)
- Don Cheadle : le colonel James « Rhodey » Rhodes / War Machine (vidéo)
- Chadwick Boseman : T'Challa / Black Panther (vidéo)
- Paul Rudd : Scott Lang / Ant-Man (vidéo)
- Anthony Mackie : Sam Wilson / Falcon (vidéo)
- Elizabeth Olsen : Wanda Maximoff (vidéo)
- Paul Bettany : Vision (vidéo)
- Sebastian Stan : James « Bucky » Barnes / Le Soldat de l'hiver (vidéo)
Version française
  - Studio de doublage : Dubbing Brothers
  - Direction artistique : Jean-Philippe Puymartin
  - Adaptation : Bob Yangasa

Source et légende : version française (VF) sur AlloDoublage

Photos des acteurs principaux
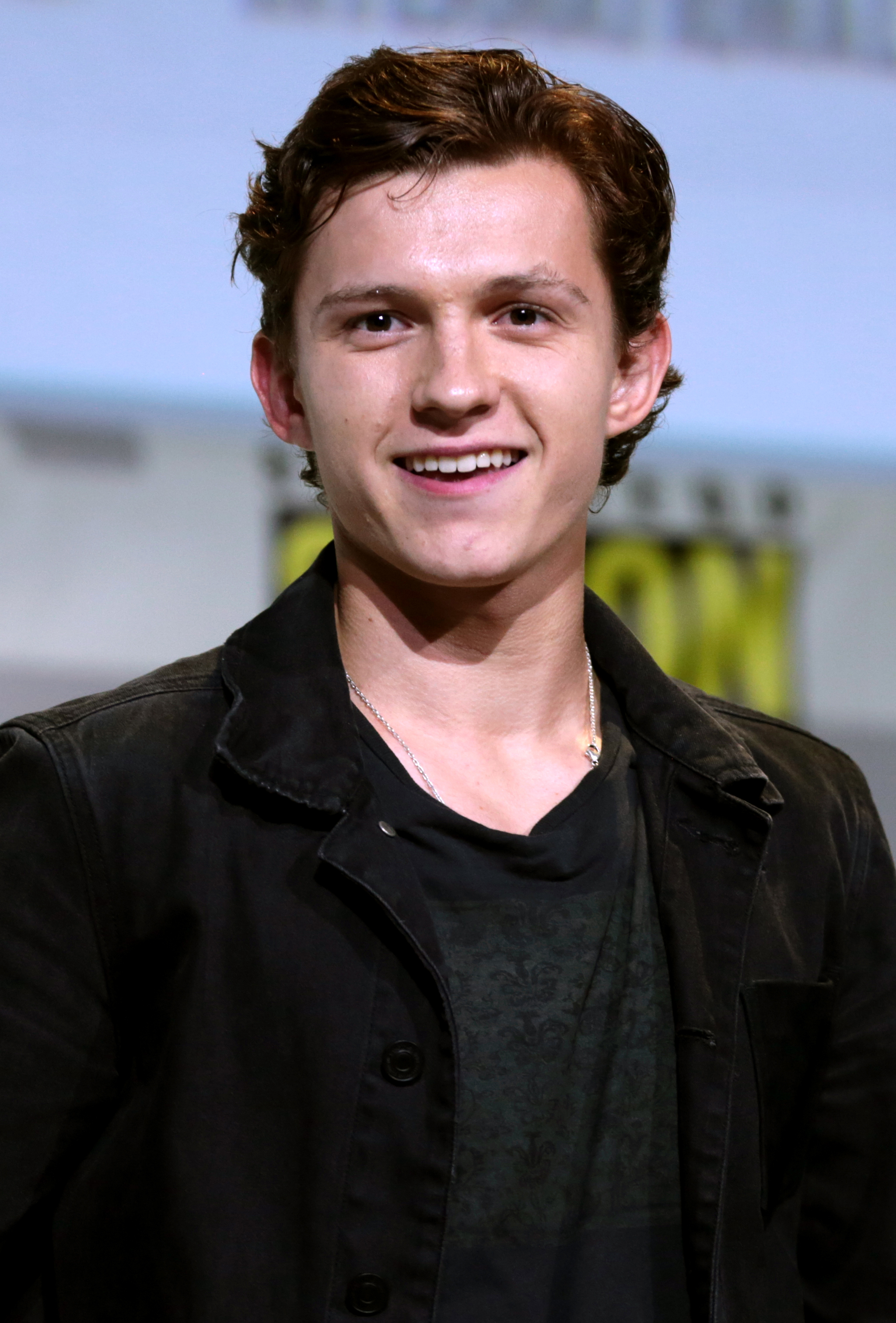
Tom Holland
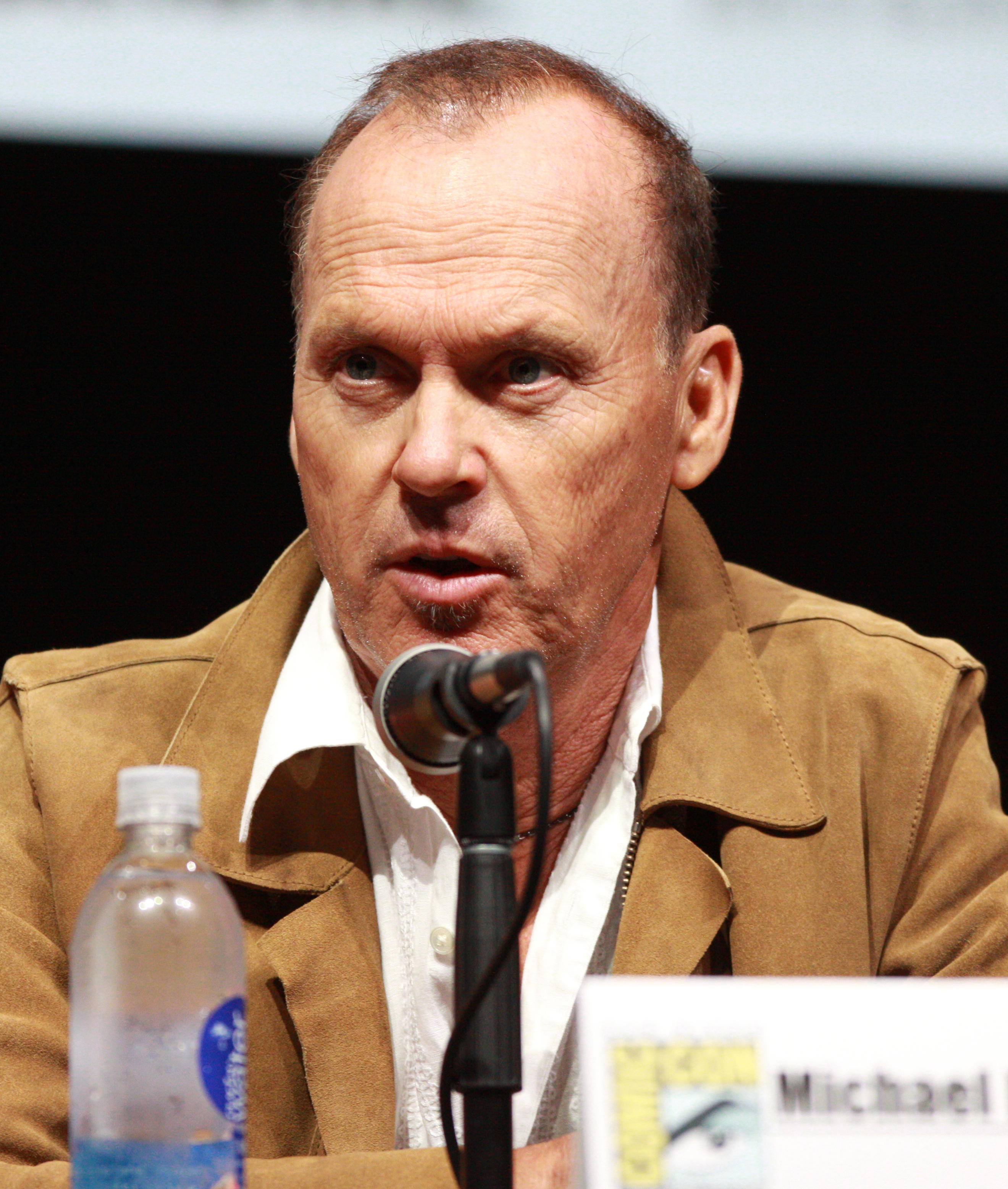
Michael Keaton
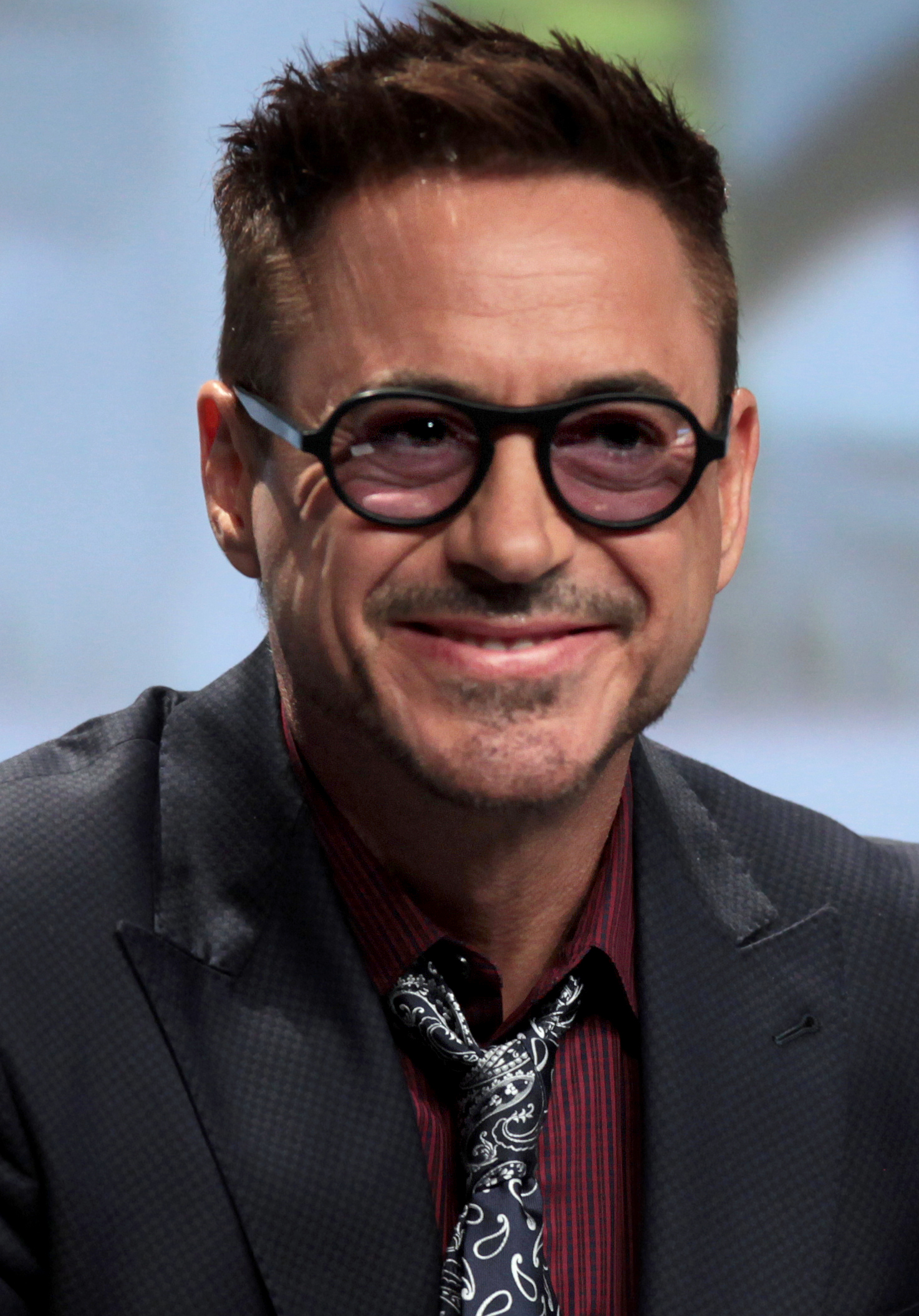
Robert Downey Jr.
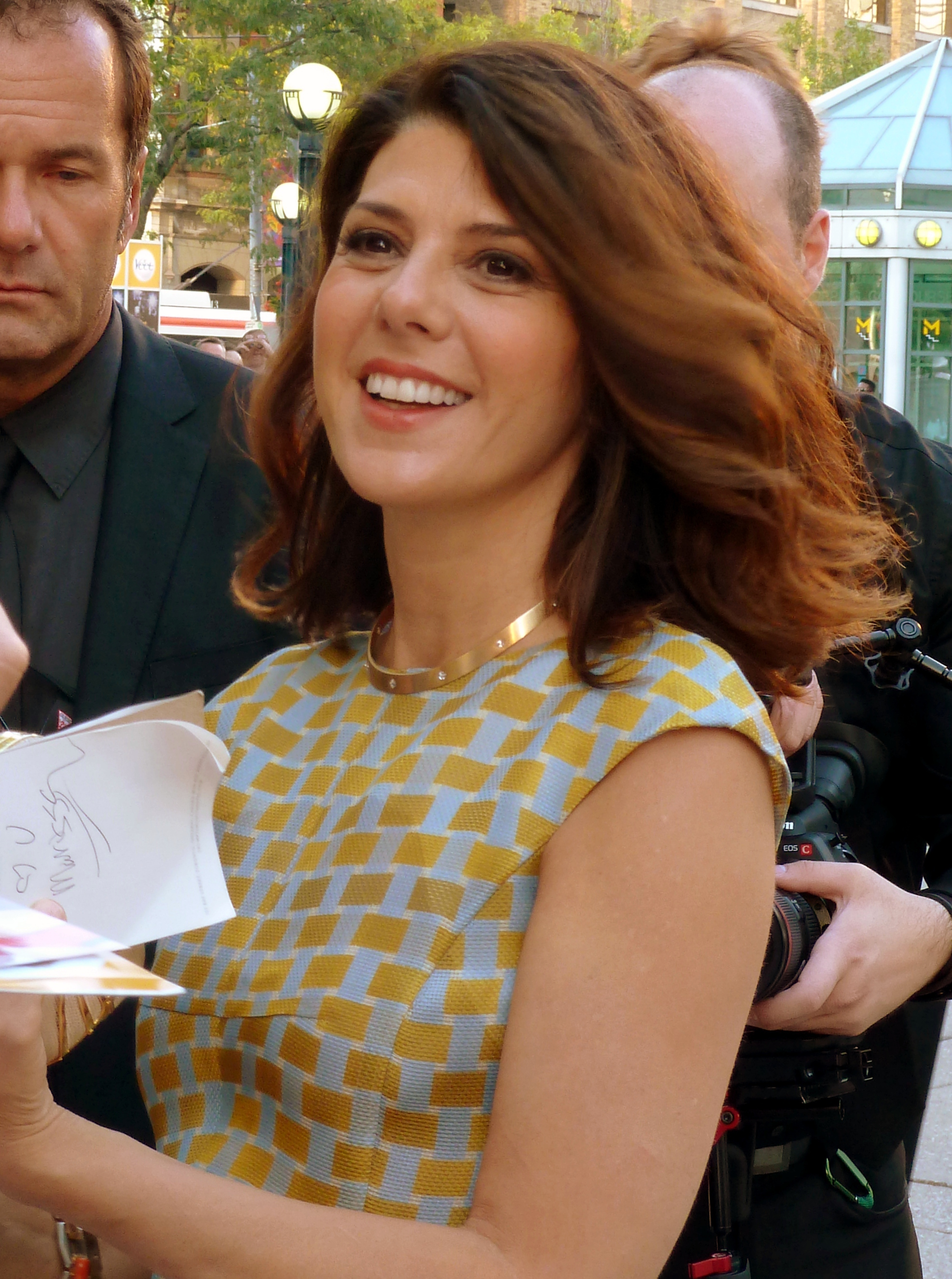
Marisa Tomei
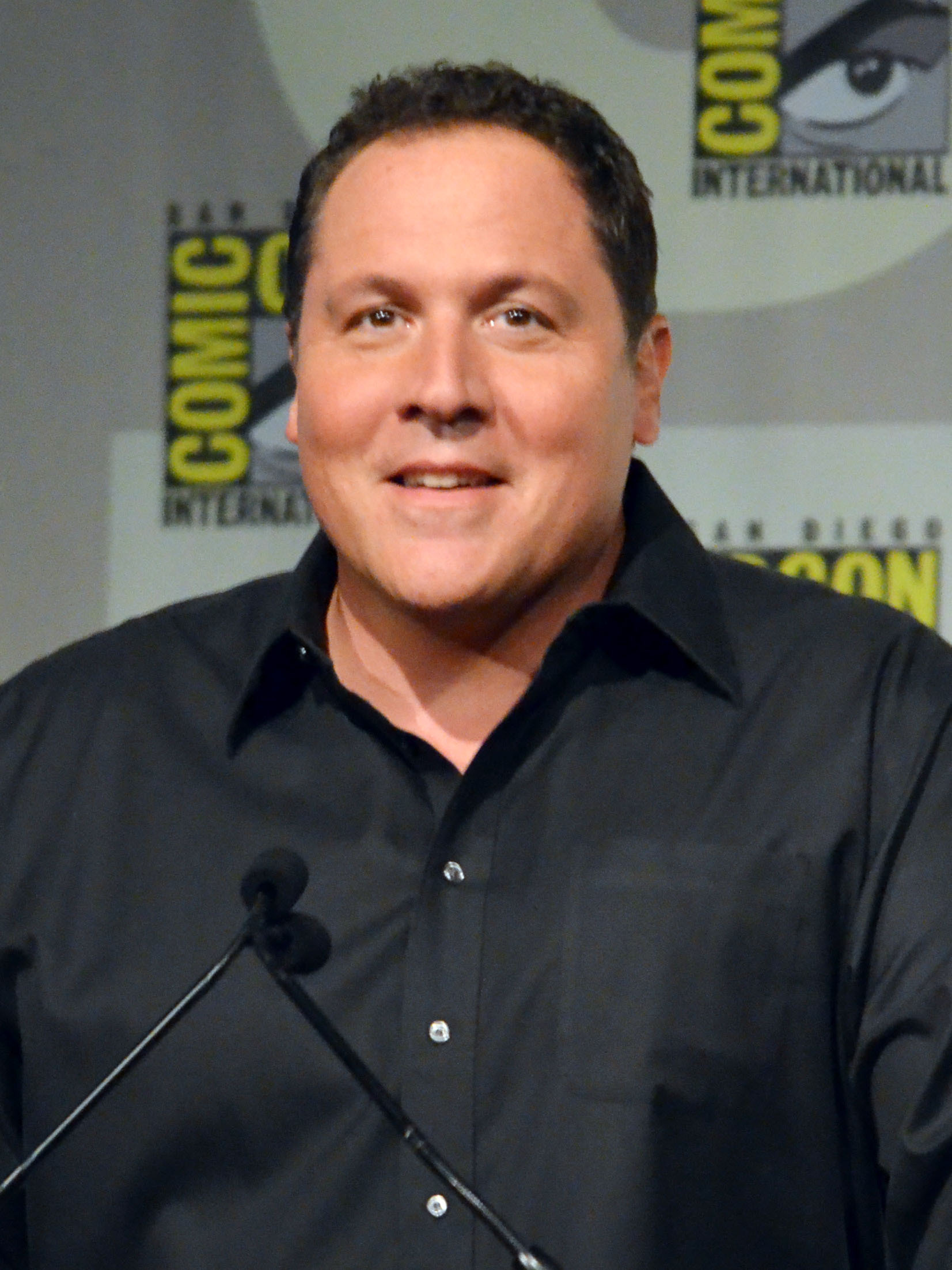
Jon Favreau
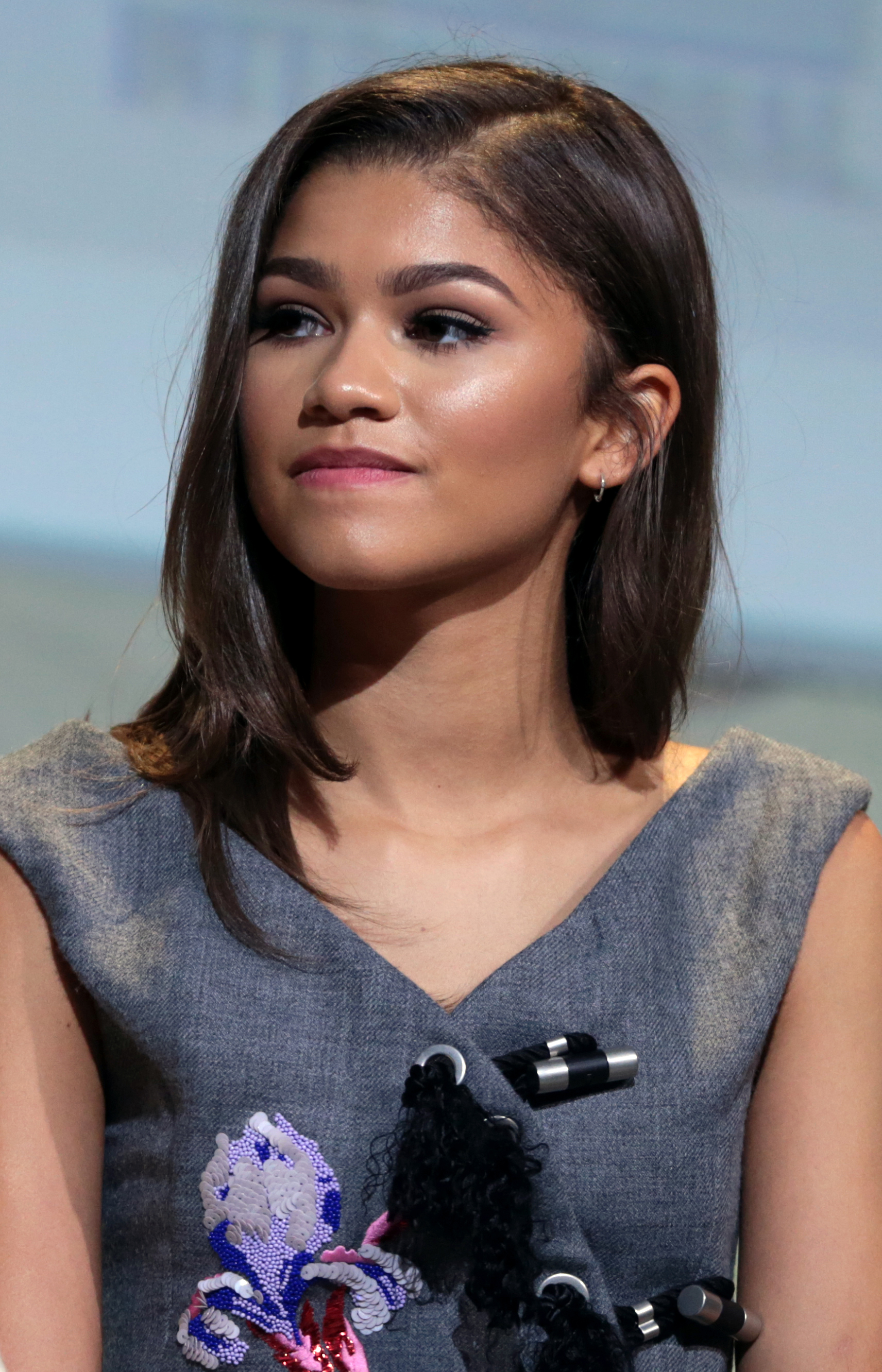
Zendaya Coleman
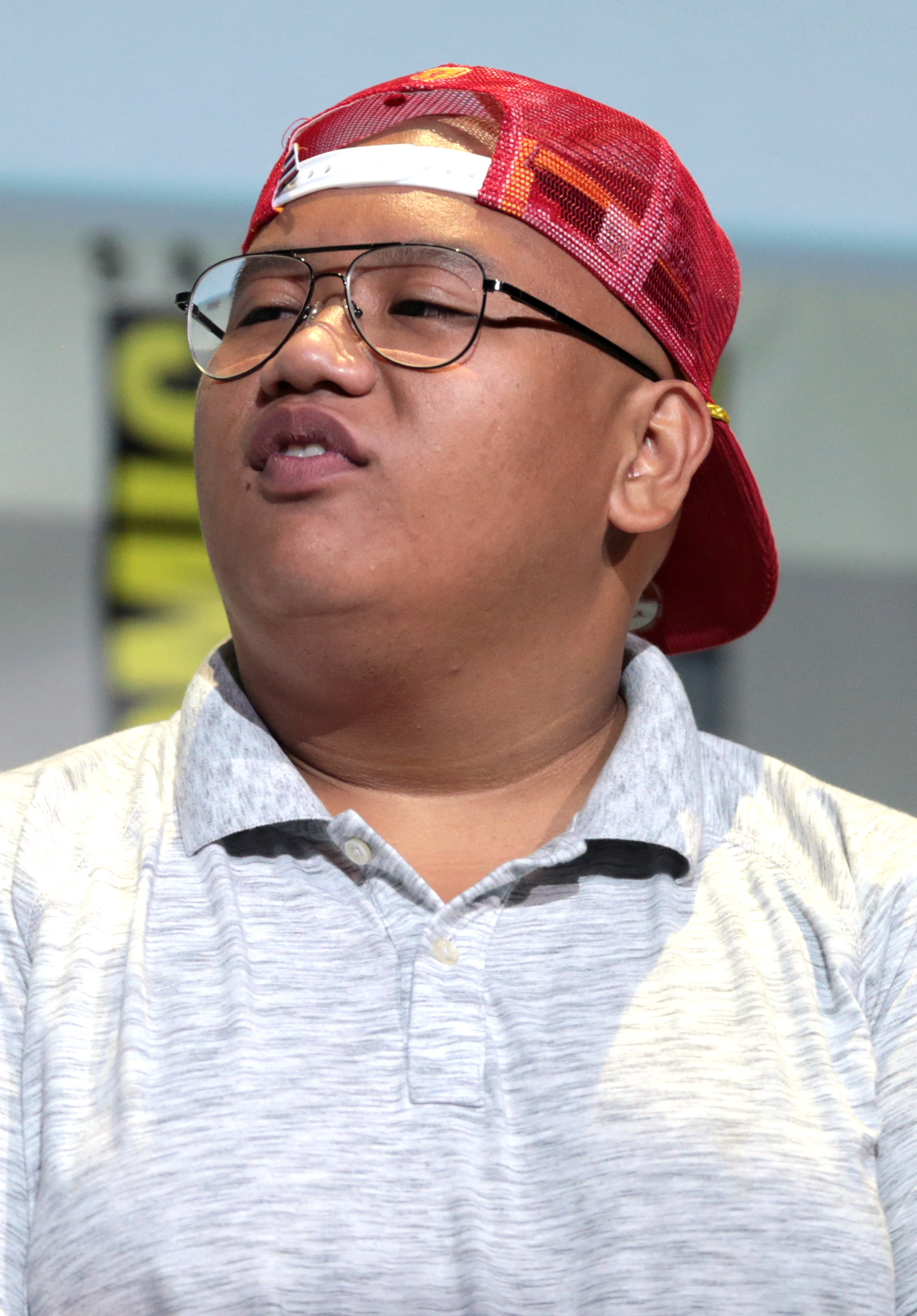
Jacob Batalon
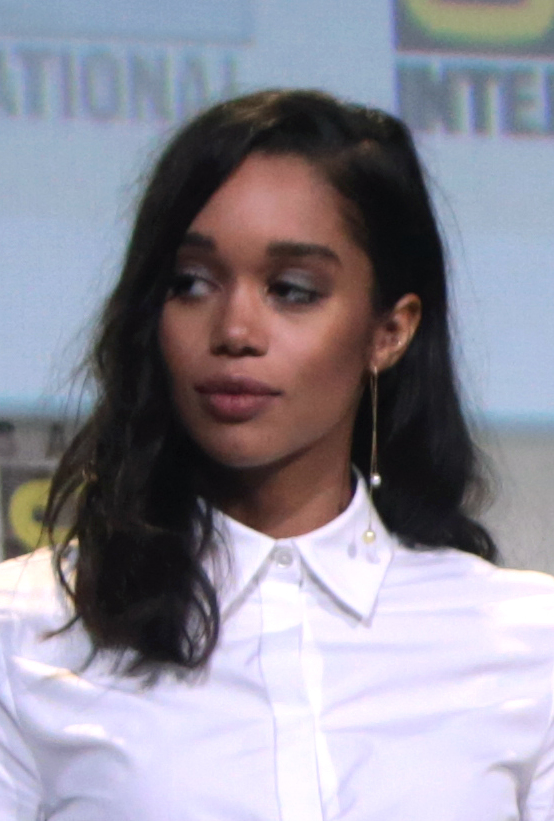
Laura Harrier

## Production

### Genèse et développement
Le piratage des serveurs de Sony en novembre 2014 a révélé une série de courriels entre Amy Pascal et Doug Belgrad de Sony Pictures Entertainment montrant que Sony voulait que Marvel Studios produise une nouvelle trilogie de films centrés sur Spider-Man tout en gardant le contrôle créatif et en assurant la distribution mais les négociations ont échoué, amenant Sony à lancer la trilogie The Amazing Spider-Man. En février 2015, Sony Pictures et Marvel Studios annoncent la sortie d'un nouveau film Spider-Man produit par Kevin Feige, de Marvel Studios, et Amy Pascal. Le personnage serait introduit dans un film de l'univers cinématographique Marvel, qui s'avérera être Captain America: Civil War, avant d'avoir son propre film, Marvel Studios se réservant la possibilité d'y faire apparaitre d'autres personnages des films de l'univers cinématographique Marvel tout en laissant le contrôle créatif à Sony.
Feige a révélé qu'au moment de l’annonce des films de la phase 3, il espérait pouvoir y inclure Spider-Man depuis octobre 2014, mais rien n'était signé. Avi Arad et Matt Tolmach, producteurs des deux films Amazing Spider-Man de Marc Webb, reviennent comme producteurs exécutifs, mais ni Webb ni l'interprète Andrew Garfield ne reviendraient dans le film, d'après ce dernier, Marvel Studio voulait, dès le départ, un acteur plus jeune pour incarner Spider-Man, car pour eux, il s'agissait d'un nouveau chapitre pour l'Araignée au cinéma, il n'y aurait eu aucune logique d'intégrer la continuité des films Amazing Spider-Man dans l'univers cinématographique Marvel.
En mars 2015, Drew Goddard est approché pour écrire et diriger le film,. Déjà sous contrat pour un film sur les Sinistres Six, il finit par refuser, n'ayant aucune inspiration pour un nouveau film. Pendant la promotion de Avengers : L'Ère d'Ultron, Feige précise la nouvelle direction sur le personnage : il aurait 15 ou 16 ans et son film ne serait pas une nouvelle origin story, après deux films en 13 ans racontant cette histoire, et précisant plus tard qu'il préfère raconter comment le héros a trouvé sa voie au sein de l'univers décrit dans les films. Pour le ton du film, Kevin Feige a cité comme inspiration les films de John Hughes. Le scénario est confié à Goldstein et Daley et Jon Watts réalisera le film.
Le titre définitif du film est annoncé lors de la CinemaCon de 2016, Spider-Man: Homecoming,.

### Attribution des rôles
Pour le rôle de Spider-Man, les premiers noms retenus étaient Logan Lerman et Dylan O'Brien. Une autre liste a circulé plus tard, citant Nat Wolff, Asa Butterfield, Tom Holland, Timothée Chalamet et Liam James en négociations avec Sony et Marvel, Holland et Butterfield étant favoris. Plusieurs acteurs ont réalisé des essais avec Robert Downey Jr., interprète d'Iron Man, pour voir l'alchimie entre les acteurs et convaincre Pascal, Feige et les frères Russo, réalisateurs de Captain America: Civil War,. Finalement, Tom Holland est retenu pour le rôle. Puis c'est au tour de Marisa Tomei d’intégrer la distribution du film dans le rôle de May Parker, la tante de Peter.
Pour la distribution des camarades de lycée, Jon Watts a voulu avoir une distribution permettant de représenter à l'écran la diversité du Queens. En mars 2016, la jeune actrice et chanteuse Disney Zendaya rejoint la distribution du film.
En avril 2016, les jeunes comédiens Tony Revolori et Laura Harrier rejoignent la distribution du film. Mi-avril 2016, Variety annonce que Michael Keaton est en négociation pour camper le méchant du film, mais les négociations auraient échoué selon Deadline. Néanmoins, en juin 2016 à la suite de nouvelles négociations, l'acteur obtient finalement le rôle d'Adrian Toomes alias le Vautour qui pourrait être le grand méchant du film. Le 21 avril, Robert Downey Jr. rejoint officiellement le film en reprenant son rôle de Tony Stark.
Le jeune Michael Barbieri âgé de 14 ans rejoint la distribution en juin 2016 pour jouer peut-être un ami de Peter Parker, suivi le même mois de Kenneth Choi qui a joué Jim Morita dans Captain America: First Avenger, puis Donald Glover, Logan Marshall-Green et Martin Starr. Fin juin 2016, Abraham Attah, révélé par le film Netflix Beasts of No Nation, rejoint la distribution dans un rôle encore inconnu.
En juillet 2016, Angourie Rice, révélée par le film The Nice Guys, rejoint la distribution du film.
En août 2016, Michael Chernus rejoint la distribution du film pour camper Phineas Mason alias le Bricoleur, l'un des ennemis de Spider-Man.

### Tournage
Le tournage a débuté le 20 juin 2016 aux studios Pinewood à Atlanta.

## Musique
Albums de Michael Giacchino
The Book of Henry
(2017) La Planète des singes : Suprématie
(2017)
Bandes originales de l'univers cinématographique Marvel
Les Gardiens de la Galaxie Vol. 2
(2017) Thor : Ragnarok
(2017)
La musique du film est composée par Michael Giacchino. L'album contient par ailleurs le Theme From Spider-Man tiré de la série d'animation L'Araignée diffusée dès 1967.
| 1.    | Theme From Spider Man (composé par Paul Francis Webster et J. Robert Harris)     | 0:39 |
| 2.    | The World is Changing (contient le thème de Avengers composé par Alan Silvestri) | 4:10 |
| 3.    | Academic Decommitment                                                            | 1:57 |
| 4.    | High Tech Heist                                                                  | 1:26 |
| 5.    | On a Ned-To-Know Basis                                                           | 1:45 |
| 6.    | Drag Racing / An Old Van Rundown                                                 | 4:06 |
| 7.    | Webbed Surveillance                                                              | 4:40 |
| 8.    | No Vault of His Own                                                              | 2:27 |
| 9.    | Monumental Meltdown                                                              | 5:23 |
| 10.   | The Baby Monitor Protocol                                                        | 1:37 |
| 11.   | A Boatload of Trouble Part 1                                                     | 3:09 |
| 12.   | A Boatload of Trouble Part 2                                                     | 2:16 |
| 13.   | Ferry Dust Up                                                                    | 2:50 |
| 14.   | Stark Raving Mad                                                                 | 1:54 |
| 15.   | Pop Vulture                                                                      | 3:05 |
| 16.   | Bussed a Move                                                                    | 1:43 |
| 17.   | Lift Off                                                                         | 5:25 |
| 18.   | Fly-By-Night Operation                                                           | 2:23 |
| 19.   | Vulture Clash                                                                    | 4:07 |
| 20.   | A Stark Contrast (contient le thème de Avengers composé par Alan Silvestri)      | 4:41 |
| 21.   | No Frills Proto COOL!                                                            | 0:34 |
| 22.   | Spider-Man: Homecoming Suite                                                     | 6:13 |
| 23.   | The Queens Community Bank Jingle (morceau caché)                                 |      |
| 24.   | The Real Reason Peter Quit the Band (morceau caché)                              |      |
| 66:40 |                                                                                  |      |

## Accueil

### Sortie
Le 7 juillet 2017, le jour de la sortie du film aux États-Unis, le site TheStreet.com indique que 4 348 salles diffuseront le film. TheStreet.com précise que Sony attend beaucoup de cette sortie qui représente le deuxième redémarrage (reboot) de Spider-Man, cette fois-ci au sein de l'univers cinématographique Marvel de Disney-Marvel.

### Accueil critique
Le film a un accueil positif, appréciant les performances de Tom Holland et Michael Keaton.
Sur l'agrégateur américain Rotten Tomatoes, le film récolte 93 % d'opinions favorables pour 384 critiques. Sur Metacritic, il obtient une note moyenne de 73⁄100 pour 51 critiques.
En France, le site Allociné propose une note moyenne de 3,5⁄5 à partir de l'interprétation de critiques provenant de 26 titres de presse.
La presse américaine est conquise par la première sortie en solo de Tom Holland dans la peau de l'homme-araignée. Certains le décrivent comme le meilleur Spider-Man depuis Spider-Man 2.  Eric Eisenberg dis que pour lui c’est la comédie de l’été et la performance de Tom Holland, le décrivant comme le parfait Spider-Man.
En France, le film reçoit un accueil critique favorable. Le Figaro parle même d'une critique « unanime ».

### Box-office
| Pays ou région        | Box-office        | Date d'arrêt du box-office | Nombre de semaines |
| --------------------- | ----------------- | -------------------------- | ------------------ |
| États-Unis Canada     | 334 201 140 $     | 30 novembre 2017           | 20                 |
| France                | 2 311 502 entrées | 3 octobre 2017             | 12                 |
| Total hors États-Unis | 545 965 784 $     | 30 novembre 2017           | 20                 |
| Total mondial         | 880 166 924 $     | 30 novembre 2017           | 20                 |

## Distinctions
Entre 2017 et 2018, le film Spider-Man: Homecoming a été sélectionné 19 fois dans diverses catégories et a remporté 7 récompenses.

### Récompenses

#### 2017
- Festival national du doublage des voix dans l'ombre (Il Festival Nazionale del Doppiaggio Voci nell'Ombra) : 
  - Prix spécial plaque Bruno Paolo Astori "à la voix émergente" pour Alex Polidori.
- Prix du jeune public :
  - Prix du jeune public du meilleur film de l'été,
  - Prix du jeune public du meilleur acteur de l'été pour Tom Holland,
  - Prix du jeune public de la meilleure actrice de l'été pour Zendaya.

#### 2018
- Académie des films de science-fiction, fantastique et d'horreur - Prix Saturn :
  - Prix Saturn du meilleur jeune acteur pour Tom Holland.
- Prix du choix des enfants : Prix Blimp de l'actrice de cinéma préférée pour Zendaya.
- Prix Vega Digital (Vega Digital Awards) : Prix Centaure du meilleur marketing numérique pour Sony Pictures Film et Marvel Entertainment.

### Nominations

#### 2017
- Association des critiques de cinéma de la région de Washington DC : Meilleure représentation de Washington, DC.
- Prix du jeune public[54] :
  - Meilleure révélation féminine pour Zendaya,
  - Meilleure révélation masculine pour Tom Holland.
- Prix IGN du cinéma d'été (IGN Summer Movie Awards) : Meilleur film d'action.

#### 2018
- Académie des films de science-fiction, fantastique et d'horreur - Prix Saturn :
  - Meilleur film tiré d'un comics,
  - Meilleur acteur dans un second rôle pour Michael Keaton,
  - Meilleur jeune actrice pour Zendaya.
- Association des critiques de cinéma de Géorgie (Georgia Film Critics Association (GAFCA)) :
  - Prix Oglethorpe pour l'excellence du cinéma de Géorgie pour Jon Watts, Christopher Ford, John Francis Daley, Jonathan Goldstein, Chris McKenna et Erik Sommers.
- Association du cinéma et de la télévision en ligne : Séquence des meilleurs titres.
- Cercle des critiques de cinéma de Londres : Jeune interprète britannique / irlandais de l'année pour Tom Holland.
- Prix du choix des enfants : Film préféré.
- Prix du cinéma britannique du Evening Standard : Meilleur acteur pour Tom Holland.

## Autour du film
Le 26 juin 2017, peu avant la sortie de Spider-Man: Homecoming, le Los Angeles Times dévoile la répartition des droits entre Marvel et Sony Pictures : Sony récupère les recettes en salles et Disney-Marvel celles des produits dérivés,.

### Suite
En décembre 2016, Sony Pictures a annoncé une suite pour Spider-Man: Homecoming, prévue pour le 5 juillet 2019. Il est annoncé plus tard que l'histoire du film démarrera quelques minutes après celle du quatrième film Avengers, qui sortira en 2019.
Le 13 juin 2017, lors d'une entrevue sur la page Facebook d'Allociné, Tom Holland révèle par inadvertance qu'un troisième Spider-Man est prévu.
Il est plus tard annoncé que l'acteur a signé pour cinq films : Captain America: Civil War, Spider-Man: Homecoming, Avengers: Infinity War, Avengers: Endgame et un deuxième film Spider-Man (mais toujours pas pour un troisième).
Le 24 juin 2018, Tom Holland révèle par une vidéo sur son compte Instagram que la suite s'intitulera Spider-Man: Far From Home.